# Ambarčik
Ambarčik (rus. Амбарчик) je naselje i luka na sjevernom morskom putu u republici Jakutiji, Rusija.
Nalazi se uz istoimeni plitki zaljev Ambarčik kod ušća rijeke Kolime, udaljen 110 km od administrativnog centra Nižnjekolimskog rejona, sela Čerskog (rus. Черский).
U Ambarčiku se nalazi svjetionik visine 10 metara za koji se kaže da je možda još aktivan. U njemu je jedno vrijeme proveo i ruski arktički istraživač Dmitrij Laptev, a tijekom 1930-tih postaje mjesto sovjetskog prisilnog rada i tranzitni logor za političke i kaznene zatvorenike koji su toga desetljeća razmješteni po raznim kampovima duž rijeke Kolime.
Početkom 1935. u Ambarčiku se gradi meteorološka postaja i postaje značajan za polarna istraživanja. U Drugom Svjetskom ratu napadnut je od strane njemačkih snaga u sklopu operacije Wunderland.
Ambarčik je bio plovan samo tijekom kolovoza i rujna pa je njegovu ulogu svremenom preuzeo nešto južniji Čerski.